# Shi (kana)
し în hiragana sau シ în katakana, (romanizat ca shi) este un kana în limba japoneză care reprezintă o moră. Caracterul hiragana este scris cu o singură linie, iar caracterul katakana cu trei linii. Kana し și シ reprezintă sunetul pronunție în japoneză [ɕi] ⓘ.
Originea caracterelor し și シ este caracterul kanji 之.

## Variante
Kana し și シ se pot folosi cu semnul diacritic dakuten ca să reprezintă un alt sunet:
- じ sau ジ reprezintă sunetul pronunție în japoneză [d͡ʑi] sau pronunție în japoneză [ʑi] și sunt romanizate ca ji după sistemul Hepburn și zi după sistemele Kunrei și Nippon.[2]

Pentru aceste sunete se mai folosesc foarte rar în texte japoneze contemporane kana pentru chi (ち / チ) cu dakuten (ヂ și ヂ).

## Folosire în limba ainu
În limba ainu, katakana シ reprezintă sunetul [ʃi] și se poate combina cu katakana minuscule pentru ya (ャ), yu (ユ), e (ェ) sau yo (ョ) ca să formează alte sunete:
- シャ reprezintă sunetul [sa] ~ [ʃa](1)
- シュ reprezintă sunetul [su̜] ~ [ʃu̜]
- シェ reprezintă sunetul [se] ~ [ʃe]
- ショ reprezintă sunetul [so] ~ [ʃo]

Pentru aceste sunete se folosește de asemenea katakana pentru sa (サ), su (ス), se (セ) sau so (ソ) după preferință.
Katakana minuscul ㇱ reprezintă sunetul s final după o vocală (pronunțat ca [ɕ]. Acelaș sunet este reprezentat de asemenea de katakana minuscul pentru su (ㇲ). Folosirea de variantele ㇱ și ㇲ este după preferință.
(1)Sunetele [s] și [ʃ] sunt alofone în limba ainu

## Forme
| Formă                                         | Rōmaji | Hiragana             | Katakana             |
| --------------------------------------------- | ------ | -------------------- | -------------------- |
| Fără semne diacritice: sh- (さ行 sa-gyō)      | Shi    | し                   | シ                   |
| Fără semne diacritice: sh- (さ行 sa-gyō)      | Shī    | しい, しぃ しー      | シイ, シィ シー      |
| Versiunea yōon: sh- (しゃ行 sha-gyō)          | Sha    | しゃ                 | シャ                 |
| Versiunea yōon: sh- (しゃ行 sha-gyō)          | Shā    | しゃあ しゃー        | シャア シャー        |
| Versiunea yōon: sh- (しゃ行 sha-gyō)          | Shu    | しゅ                 | シュ                 |
| Versiunea yōon: sh- (しゃ行 sha-gyō)          | Shū    | しゅう しゅー        | シュウ シュー        |
| Versiunea yōon: sh- (しゃ行 sha-gyō)          | Sho    | しょ                 | ショ                 |
| Versiunea yōon: sh- (しゃ行 sha-gyō)          | Shō    | しょう しょお しょー | ショウ ショオ ショー |
| Cu semnul dakuten: j- (ざ行 za-gyō)           | Jī     | じ                   | ジ                   |
| Cu semnul dakuten: j- (ざ行 za-gyō)           | Jī     | じい, じぃ じー      | ジイ, ジィ ジー      |
| Versiunea yōon cu dakuten: j- (じゃ行 ja-gyō) | Ja     | じゃ                 | ジャ                 |
| Versiunea yōon cu dakuten: j- (じゃ行 ja-gyō) | Jā     | じゃあ じゃー        | ジャア ジャー        |
| Versiunea yōon cu dakuten: j- (じゃ行 ja-gyō) | Ju     | じゅ                 | ジュ                 |
| Versiunea yōon cu dakuten: j- (じゃ行 ja-gyō) | Jū     | じゅう じゅー        | ジュウ ジュー        |
| Versiunea yōon cu dakuten: j- (じゃ行 ja-gyō) | Jo     | じょ                 | ジョ                 |
| Versiunea yōon cu dakuten: j- (じゃ行 ja-gyō) | Jō     | じょう じょお じょー | ジョウ ジョオ ジョー |

| Romaji | Hiragana | Katakana |
| ------ | -------- | -------- |
| She    | しぇ     | シェ     |

| Romaji | Hiragana | Katakana |
| ------ | -------- | -------- |
| Je     | じぇ     | ジェ     |

## Ordinea corectă de scriere
|                                      |
| Ordinea corectă de scriere pentru し |

|                                      |
| Ordinea corectă de scriere pentru シ |

## Alte metode de scriere
- Braille:

| ・－ ・・ －・ |

- Codul Morse: －－・－・